# Fazenda Atalaia
A Fazenda Atalaia é uma propriedade rural localizada no município de Amparo, no estado de São Paulo. É internacionalmente reconhecida por produzir um tipo de queijo chamado "Queijo Tulha", ganhador do World Cheese Awards em 2016.

## Histórico

### Fundação
Inicialmente pertenceu a Pedro Penteado, presidente do Banco Industrial de Amparo fundado em 1870. A fazenda se dedicou ao cultivo de café até meados de 1930, quando começou a diversificar sua produção, investindo também na fabricação de cachaça por meio de um alambique que ainda existe no local.
Na década de 1940, a administração da fazenda passa a ser realizada por Caram José Matta e Zakie José Matta, família de origem libanesa vinda para o Brasil em 1908.
Atualmente, a fazenda é administrada por Paulo Rezende e sua esposa Rosana responsáveis por manter a produção de queijos e restauração das antigas construções. Além disso, o local está aberto para visitação e turismo rural.

## Queijaria

### Queijo Tulha
Posteriormente, a Fazenda Atalaia passou a produzir queijos especiais e autorais feitos com leite de vacas de raça holandesa que em 2016, chegou a ganhar medalha de ouro no World Cheese Awards realizado em San Sebastian na Espanha, sendo considerado o primeiro produto brasileiro com essa premiação.
O Queijo Tulha é fabricado a partir de uma massa cozida com leite de vaca tipo A, com baixo teor de gordura e três tipos de maturação realizados em 8, 12, e 18 meses na antiga tulha de café. Por meio da ação de fungos, bactérias e leveduras típicas do ambiente natural da tulha, o queijo adquire uma casca dura e avermelhada e sua massa é firme como a de um parmesão, mas ela desmancha na boca durante o consumo, revelando seu sabor meio salgado e delicadamente cítrico, com a presença de cristais que lembram maracujá. Tal queijo é reconhecido e utilizado por diversos chefs e restaurantes de São Paulo.

### Queijo Mogiana
O Queijo Mogiana é maturado por 120 dias até adquirir uma boa acidez e um tom alaranjado por conta do uso de urucum na massa. É indicado para receitas quentes.

### Queijo Mantiqueira
O Queijo Mantiqueira possui um sabor suave e apresenta duas versões: com casca maturada com alecrim ou lavada na cerveja Stout, apresentando maior cremosidade.

## Arquitetura
O conjunto construtivo é típico das propriedades rurais cafeeiras paulistas do século XIX. Sua planta desenvolve-se a partir do terreiro voltado para a tulha de café e a sede situada à direita. Foi construído em taipa de mão e taipa de pilão, possui telhas capa canal e lajotas de tijolos no pátio do café, feitas por meio de uma mistura de areia, cal, pó de tijolo, fragmentos pétreos e fibras.